# Chelifera polonica
Chelifera polonica är en tvåvingeart som beskrevs av Wagner och Niesiolowski 1987. Chelifera polonica ingår i släktet Chelifera och familjen dansflugor.
Artens utbredningsområde är Polen. Inga underarter finns listade i Catalogue of Life.